# Borownica (dopływ Białej)
Borownica - strumień, dopływ Białej o długości 6,8 km. Jej źródła o charakterze ascenzyjnym (objęte ochroną jako pomnik przyrody) zlokalizowane są w okolicy miejscowości Kopce, na zachód od Janowa Lubelskiego. Uchodzi do Białej na północny wschód od miejscowości Pikule.

## Charakterystyka przyrodnicza

### Stan hydromorfologiczny
Koryto rzeki jest uregulowane na długości 600 metrów (12% długości) w górnym biegu i poddawane tam pracom utrzymaniowym. Pozostała część koryta ma charakter kręty i meandrujący. Rzeka na prawie całej długości płynie całą szerokością terasy zalewowej (przy wyższych stanach wody) w wyniku spiętrzenia przez liczne bobrowe tamy. W jej biegu istnieje 7 sztucznych barier, jednak ich oddziaływanie na ciągłość podłużną rzeki jest znikome. Są to w pełni drożne przepusty oraz kamienna rampa i jaz przy samych źródłach.

### Bioróżnorodność
W przyujściowym odcinku Borownicy stwierdzono występowanie 3 gatunków ryb. Były to: kiełb krótkowąsy, miętus i śliz.